# Kenneth Clark
Kenneth McKenzie Clark, Baron Clark of Saltwood (ur. 13 lipca 1903 w Londynie, zm. 21 maja 1983 w Hythe) – brytyjski pisarz, historyk sztuki, krytyk sztuki, estetyk, dyrektor muzeów i autor programów telewizyjnych.

## Życiorys
Kenneth Clark ukończył kolegia Winchester i Trinity.
Uczeń Bernarda Berensona. Kurator Ashmolean Museum w Oksfordzie, najmłodszy w historii dyrektor National Gallery w Londynie (1933–1946), główny opiekun zbiorów malarstwa Króla Wielkiej Brytanii (Surveyor of the King’s Pictures, 1934–1945). Wykładowca historii sztuki na Uniwersytecie Oksfordzkim (1946-1950). Przewodniczący Komisji Sztuk Wielkiej Brytanii (Arts Council of Great Britain, 1955–1960). Rektor Uniwersytetu w Yorku (1967–1978).

Był postacią kontrowersyjną, głównie za sprawą swej niechęci do myśli postmodernistycznej i marksistowskiej oraz sztuki współczesnej. Niemniej wspierał działalność rzeźbiarza Henry’ego Moore’a.

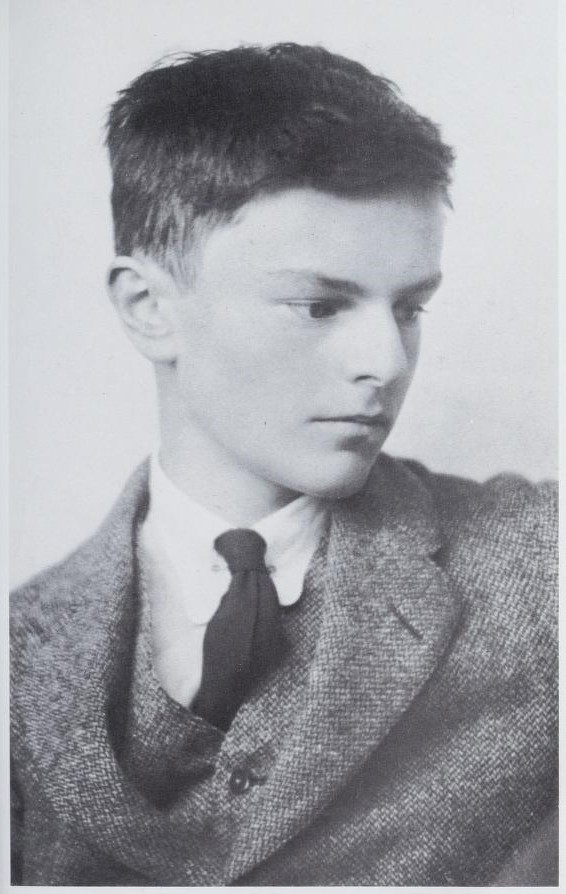
Kenneth Clark w 1918 roku.

Zwolennik szerokiego dostępu społeczeństw do sztuki, czego wyrazem były jego programy telewizyjne, popularyzujące wiedzę o dokonaniach artystycznych. Największym sukcesem Clarka był serial dokumentalny BBC Civilisation: A Personal View (1966), będący w zamyśle autora wyrazem obrony cywilizacji zachodniej, kontestowanej przez społeczeństwa Europy i USA.

## Dzieła
- The Gothic Revival (1928)
- Catalogue of the Windsor Leonardo Drawings (1935)
- Leonardo da Vinci (1939; wydanie polskie Leonardo da Vinci, 1964)
- Piero della Francesca (1951)
- Landscape into Art (1949)
- Moments of Vision (1954)
- The Nude (1956; wydanie polskie: Akt. Studium idealnej formy, 1998)
- Looking at Pictures (1960)
- Ruskin Today (1964)
- Rembrandt and the Italian Renaissance (1966)
- Civilisation: A Personal View (1969)
- Blake and Visionary Art (1973)
- Another Part of the Wood (1974) (autobiografia)
- The Other Half (1977) (autobiografia)
- What is a Masterpiece? (1979)
- Feminine Beauty (1980)
- The Romantic Rebellion (1986)